# Новый экспрессионизм
Новый экспрессионизм (лат. expressio — выражение) — течение в западноевропейской архитектуре модернизма середины ХХ столетия, созданное выдающимся французским архитектором, «Пикассо от архитектуры», Ле Корбюзье (настоящее имя Шарль-Эдуар Жаннере; 1887—1965). Названо по аналогии с экспрессионизмом в живописи, литературе, скульптуре, кинематографе и театральном искусстве 1910-х — 1920-х годов.
Ле Корбюзье родился в Швейцарии. Много путешествовал. Был в Италии, на Балканах, в Греции и Малой Азии. В 1909—1910 гг. работал помощником О. Перре в Париже, изучая особенности применения железобетона в архитектуре. В 1910—1911 годах Ле Корбюзье трудился в Берлине вместе с П. Беренсом. Был в Вене, знакомился с работой художников Венских мастерских. Ле Корбюзье был центральной фигурой в архитектуре XX века. За свою долгую творческую жизнь испробовал множество стилей, методов и экспериментальных подходов, каждый из которых послужил началом для отдельного течения новейшей архитектуры. Отсюда его сравнение с Пабло Пикассо, новатором от живописи.
В 1919—1925 гг. Ле Корбюзье, А. Озанфан и П. Дермэ выпускали журнал «L’Esprit Nouveau» (Новый дух). В 1920 г. в этом журнале были напечатаны первые три главы капитального труда Ле Корбюзье «К архитектуре» («Vers une architecture»). Эта книга, полностью опубликованная в 1923 году, оказала мощное воздействие на молодых зодчих разных стран. В 1925 г. для Международной выставки современных декоративных и промышленных искусств («L’Exposition Internationale Des Arts Décoratifs et Industriels Modernes») Ле Корбюзье спроектировал и построил павильон «Эспри Нуво» (L’Esprit Nouveau).
В архитектуре Ле Корбюзье использовал мощные, подчёркнуто грубые объёмы, контрасты крупных масс, что усиливало общую выразительность постройки. Взаимопроникновение внутреннего и внешнего пространств в постройках Ле Корбюзье характерно особенной живописностью, и многие исследователи связывают это качество с формальными поисками в живописи пуризма раннего периода его творчества. «Основой творчества Ле Корбюзье, — писал знавший архитектора лично З. Гидион, — является его пространственная концепция».
В 1950—1955 годах Ле Корбюзье создал свой шедевр — капеллу Нотр-Дам-дю-О (Девы Марии на высотах), или Капеллу в Роншане (восточная Франция). Этой постройке было суждено значительно изменить привычные представления об искусстве архитектуры. Именно она, в первую очередь, символизирует «новый экспрессионизм» в архитектуре. Капелла расположена вдали от других строений, на зелёном холме, у неё отсутствует главный фасад: со всех сторон раскрывается её необычный облик, подобный кораблю или какому-то невиданному ранее природному образованию. Известно, что Ле Корбюзье для этой постройки вдохновила форма морской раковины, он также вылепил эскиз из песка. Но могли быть и другие прототипы. Известны рисунки на тему этой капеллы, сделанные учениками архитектора, возможно, под его диктовку, изображающие головной убор монашенки, птицу, корабль, человеческую руку. В интерьере Капеллы сложный ритм разномасштабных, очень небольших световых проемов (их даже трудно назвать окнами) формирует мистическое световое пространство. Существенно, что дальнейшее развитие новой архитектуры пошло именно по этому пути — раскрытия новых возможностей использования пространства и света.
Стало ясно, что и в этой области фантазия художника, как и в скульптуре, может создавать формы, художественная образность которых выходит за границы выражения определённой функции или работы строительной конструкции. Теперь к определению качества живописности архитектуры Ле Корбюзье следовало бы добавить определение «скульптурность» или даже «живописная скульптурность». Необычное сочетание архитектонического формообразования и живописности восприятия проясняют слова самого Ле Корбюзье из книги «К архитектуре» (1923): «Наши глаза устроены так, чтобы видеть формы освещенными. Простые геометрические формы прекрасны, потому что они легко воспринимаются… Архитектура состоит в том, чтобы из необработанного материала создать впечатляющие соотношения форм. Архитектура выходит за рамки утилитарности. Архитектура пластична. В ней господствует дух гармонии…».
Новое течение назвали скульптурным экспрессионизмом, а затем просто экспрессионизмом, но, чтобы отличать его от экспрессионизма в живописи 1920—1930-х годов, стали прибавлять определение «новый». Продолжением экспрессионистской линии в архитектуре стал, спроектированный сотрудниками проектного бюро Ле Корбюзье, павильон фирмы «Филипс» на Всемирной выставке в Брюсселе 1958 года. Оказалось, что у нового экспрессионизма были свои предтечи, например Эрих Мендельсон, со временем появились и последователи — Луис Кан, Оскар Нимейер, Ээро Сааринен. Сходные идеи разрабатывал американский архитектор Фрэнк Ллойд Райт, создавая «органическую архитектуру».